# Monaghan United
Monaghan United is een Ierse voetbalclub uit Monaghan.

## Geschiedenis
De club werd in 1979 opgericht en in 1985 toegelaten tot de League. Hun eerste leaguewedstrijd was tegen Derry City. In 1993 promoveerde de club naar de hoogste klasse. Na twee seizoenen degradeerde de club weer. Na een tweede plaats achter Dundalk in 2001 promoveerde Monaghan opnieuw en werd laatste. Sindsdien speelt de club in de tweede klasse. In 2011 promoveerde de club na play-off wedstrijden tegen Galway United FC naar de Premier Division, maar op 18 juni 2012 heeft de club aangekondigd zich terug te trekken uit de League of Ireland vanwege aanhoudende  financiële problemen.